# Knowle (Bristol)
Knowle – dzielnica miasta Bristol, w Anglii, w Bristol, w dystrykcie (unitary authority) Bristol. W 2011 dzielnica liczyła 11 315 mieszkańców.